# 黃埔公園 (廣州)

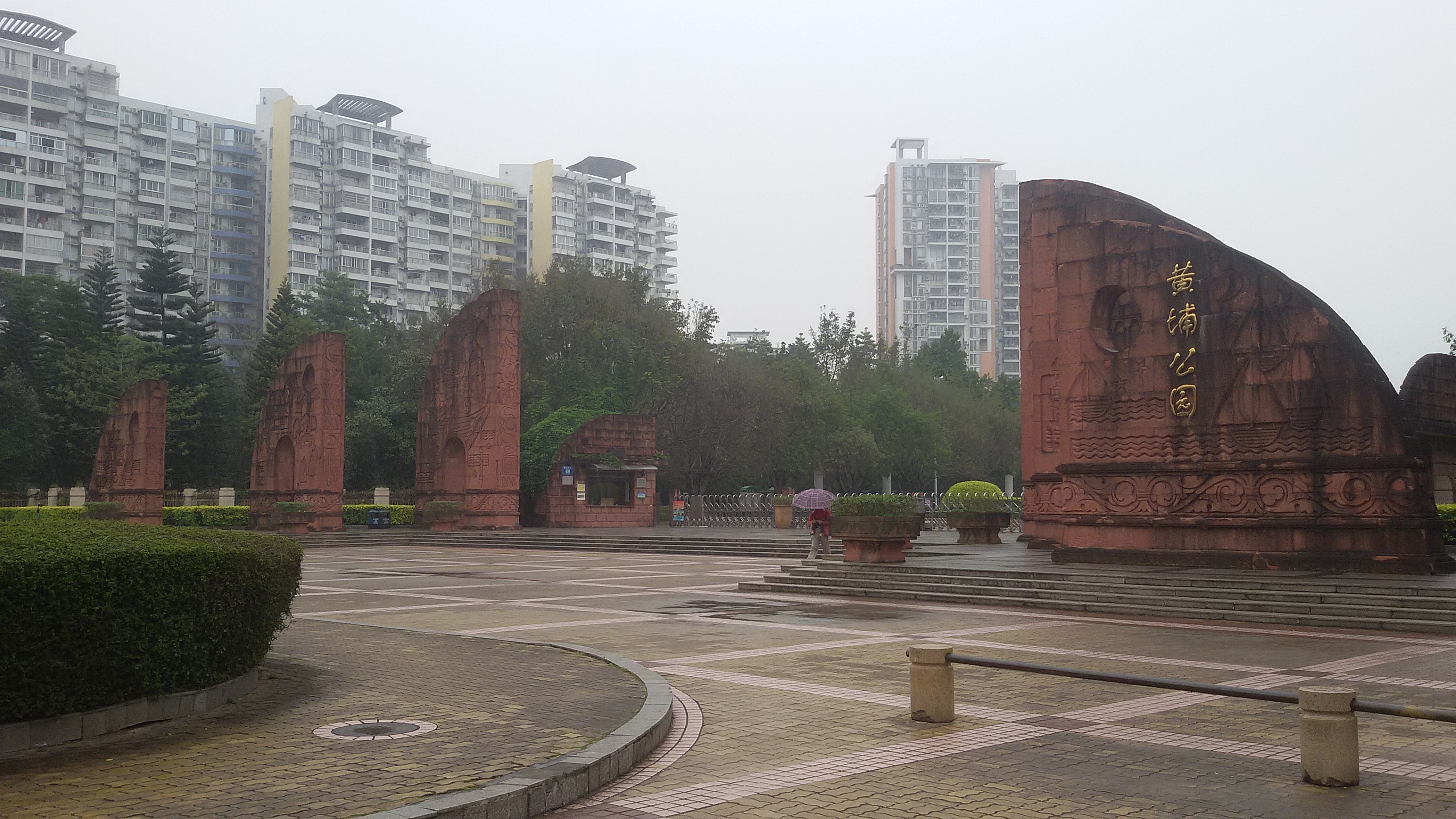
黃埔公園的正門

黃埔公園，是中華人民共和國廣東省廣州市的一個公園，座落於市內黃埔區黃埔東路90號。公園面积達10.3公頃。

## 外部連結
- 黄埔公园 （页面存档备份，存于） 广州本地宝